# Maria di Sicilia
Maria di Sicilia, detta anche d'Aragona (Catania, 2 luglio 1363 – Lentini, 25 marzo 1401), è stata duchessa di Atene (dal 1377 al 1388) e Neopatria (dal 1377 al 1391), e regina di Sicilia o Trinacria, dal 1377 al 1401.

## Biografia

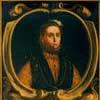
La regina di Sicilia Maria

Era l'unica erede del re di Trinacria Federico IV il Semplice (secondogenito di Pietro II di Sicilia) e di Costanza d'Aragona (primogenita del re di Aragona Pietro IV il Cerimonioso e della sua prima moglie, Maria di Navarra).

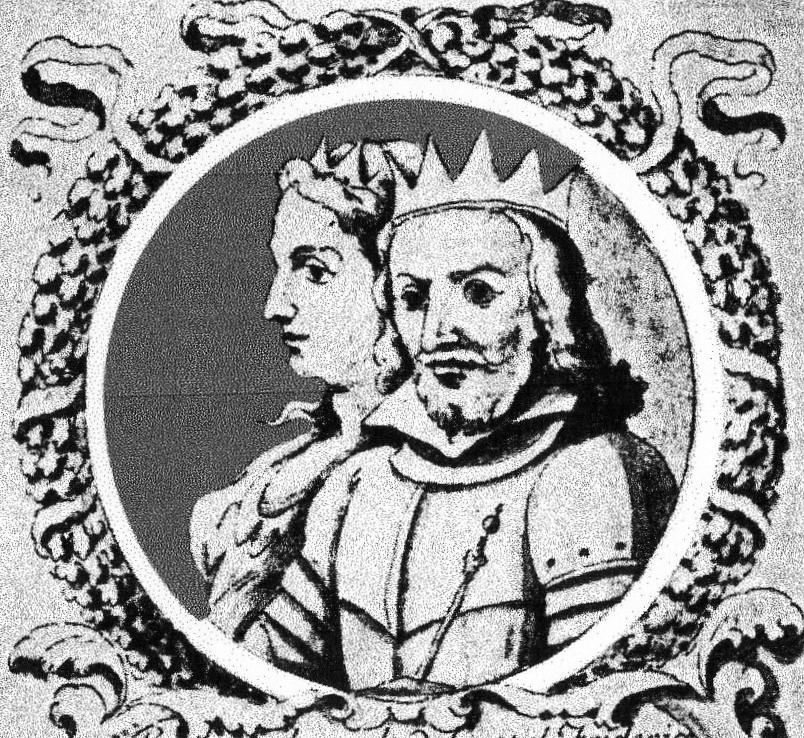
La regina Maria con Martino

Era venuta al mondo nel Castello Ursino di Catania. Sua madre, Costanza d'Aragona, morì in seguito al parto, dopo la sua nascita (secondo alcune fonti pochi giorni dopo, secondo altre alcuni mesi), per cui Maria rimase subito orfana.
Il padre di Maria morì nel luglio del 1377 e lei ereditò la corona del regno di Sicilia e i ducati di Atene e Neopatria, all'età di circa quindici anni, sotto la tutela di Artale I Alagona, gran giustiziere del regno e signore di Paternò, già padrino di battesimo e bàiuolo (tutore) di Maria, che da Federico era stato nominato reggente del regno in suo nome. La cosa però era giudicata illegale, in quanto il bisnonno di Maria, il re di Sicilia, Federico III, aveva proibito la discendenza per linea femminile e quindi l'ostilità degli altri grandi baroni siciliani lo costrinsero a formare il "Consiglio o Governo dei quattro Vicari", formato, oltre che da lui stesso anche dai leader degli altri potentati siciliani: Francesco II Ventimiglia di Castello Maniaci, conte di Geraci, Manfredi III Chiaramonte, conte di Modica, e Guglielmo Peralta, conte di Caltabellotta.
Essi avrebbero dovuto interessarsi al "buon governo dello Stato" e a quella pace politica che derivava allora proprio dall'equilibrio di potere delle due avverse fazioni, quella "latina" e quella "catalana". Avrebbe dovuto essere nelle intenzioni un governo collettivo, ma non fu così. Ognuno governò nei propri possedimenti: gli Alagona a Catania e in quasi tutta la Sicilia orientale, i Chiaramonte a Palermo e in quasi tutto il Val di Mazara, i Ventimiglia nelle Madonie e i Peralta nella contea di Sciacca e Caltabellotta. Prima però ci fu la corsa all'accaparramento delle proprietà del demanio regio e delle terre dei baroni dissidenti. Artale Alagona aveva poi un vantaggio in più. Al Castello Ursino di Catania cresceva sotto la sua protezione la figlioccia Maria, che ormai era in età da marito; il vicario del regno aveva già scelto per lei un ottimo partito: il duca di Milano Gian Galeazzo Visconti, per legare la Sicilia al contesto italiano, ma vi fu una tenace opposizione di alcuni baroni, che preferivano l'influenza spagnola. Fra questi il nobile Guglielmo Raimondo Moncada, conte di Augusta; Moncada rapì la regina dal Castello Ursino nella notte del 23 gennaio 1379 per evitare il matrimonio, con l'approvazione e l'aiuto del re Pietro IV d'Aragona, che l'anno prima aveva inviato una flotta in Sicilia. In seguito Pietro IV prese il controllo della situazione, nominando viceré il proprio figlio, Martino I il Vecchio.
Maria fu quindi condotta al castello di Licata, dove rimase circa due anni, poi trasferita da Moncada nel castello di Augusta, dove rimarrà assediata da Artale Alagona per altri due anni. Le furono sottratti da Pietro IV i ducati di Atene e Neopatria, di fatto governati dagli aragonesi, poi perduti, rispettivamente, nel 1388 e nel 1391. Infine, Maria fu liberata da una squadra navale aragonese che era arrivata in Sicilia, nel corso del 1382, ed aveva sconfitto la flotta milanese, sventando così il tentativo di matrimonio con il Visconti. Maria fu trasferita prima in Sardegna e infine a Barcellona, alla corte del re Pietro IV d'Aragona, dove, il 24 giugno 1391, fra le proteste dei baroni siciliani e del Papa Urbano VI, nemico degli aragonesi che avevano riconosciuto l'antipapa Clemente VII, sposò l'erede della contea di Luna, e delle signorie di Segorbe e Ejérica, Martino il Giovane, figlio primogenito del futuro re di Aragona, di Valencia, di Maiorca, di Sardegna e di Corsica, e Conte di Barcellona e delle altre contee catalane Martino I il Vecchio (1356-1410) e della sua prima moglie Maria de Luna (figlia del conte de Luna e signore di Segorbe (Castellón), don Lope de Luna, e di Brianda d'Agaout) e nipote di Giovanni I di Aragona.
L'anno successivo (1392) Martino il Giovane e la regina Maria I sbarcarono in Sicilia e furono incoronati nella cattedrale di Palermo. Martino era considerato dai siciliani un usurpatore e i nobili uniti nel giuramento di Castronovo decisero di ribellarsi. Il re di Aragona, Giovanni I, inviò allora in Sicilia una flotta agli ordini del suocero di Maria, Martino il Vecchio, che portò alla conquista di Trapani e Palermo, ma non riuscì a sconfiggere gli oppositori, che avrebbero resistito sino al 1398, anno in cui ritornò la pace e Maria e Martino il Giovane poterono governare nuovamente tutta l'isola.
Maria, sopravvissuta al suo unico figlio, Pietro (1398-1400), morì di peste nel castello di Lentini il 25 maggio 1401. Con lei si estinse la dinastia aragonese-sicula, iniziata col bisnonno, Federico III d'Aragona. Alla sua morte, il marito Martino I il Giovane fu nuovamente proclamato re e così la corona degli aragonesi di Sicilia passò agli aragonesi di Spagna. Con la morte di Martino I, in Sardegna, il trono passò a suo padre, Martino il Vecchio, che era già re di Aragona, rimanendo definitivamente a questa dinastia. La Sicilia divenne quindi un regno della Corona d'Aragona e perse l'indipendenza che aveva conquistata dopo la rivolta dei Vespri.
Maria discendeva direttamente (come suo marito) da Pietro III d'Aragona e Costanza di Hohenstaufen, ultima della stirpe sveva. Fu sepolta nella attuale Chiesa dell'Immacolata a Lentini e successivamente nella cappella della Madonna del Rosario (Duomo di Catania): condivide il grande sarcofago con il re Federico III, con il re Ludovico, con il duca di Randazzo e il piccolo Federico, suo figlio. Martino I il Giovane, che si risposò con Bianca di Navarra, giace, invece, in un mausoleo del duomo di Cagliari.

## Figli
Martino e Maria di Sicilia ebbero un solo figlio:
- Pietro di Sicilia (17 novembre 1398-1400), detto Federico.

## Ascendenza
|                        |                      |                        | Genitori                      |  |  | Nonni |  |  | Bisnonni                |  |  | Trisnonni            |  |
|                        |                      |                        |                               |  |  |       |  |  | Federico III di Sicilia |  |  | Pietro III d'Aragona |  |
|                        |                      |                        |                               |  |  |       |  |  | Federico III di Sicilia |  |  | Pietro III d'Aragona |  |
|                        |                      | Costanza II di Sicilia |                               |  |  |       |  |  | Federico III di Sicilia |  |  |                      |  |
| Pietro II di Sicilia   |                      |                        |                               |  |  |       |  |  | Federico III di Sicilia |  |  |                      |  |
|                        |                      | Eleonora d'Angiò       | Carlo II di Napoli            |  |  |       |  |  |                         |  |  |                      |  |
|                        |                      | Eleonora d'Angiò       | Carlo II di Napoli            |  |  |       |  |  |                         |  |  |                      |  |
|                        |                      | Eleonora d'Angiò       | Maria d'Ungheria              |  |  |       |  |  |                         |  |  |                      |  |
| Federico IV di Sicilia |                      | Eleonora d'Angiò       |                               |  |  |       |  |  |                         |  |  |                      |  |
|                        |                      | Ottone III del Tirolo  | Mainardo II di Tirolo-Gorizia |  |  |       |  |  |                         |  |  |                      |  |
|                        |                      | Ottone III del Tirolo  | Mainardo II di Tirolo-Gorizia |  |  |       |  |  |                         |  |  |                      |  |
|                        |                      | Ottone III del Tirolo  | Elisabetta di Wittelsbach     |  |  |       |  |  |                         |  |  |                      |  |
| Elisabetta di Carinzia |                      | Ottone III del Tirolo  |                               |  |  |       |  |  |                         |  |  |                      |  |
|                        |                      | Eufemia di Slesia      | Enrico V di Slesia            |  |  |       |  |  |                         |  |  |                      |  |
|                        |                      | Eufemia di Slesia      | Enrico V di Slesia            |  |  |       |  |  |                         |  |  |                      |  |
|                        |                      | Eufemia di Slesia      | Elisabetta di Kalisz          |  |  |       |  |  |                         |  |  |                      |  |
| Maria di Sicilia       |                      | Eufemia di Slesia      |                               |  |  |       |  |  |                         |  |  |                      |  |
|                        | Alfonso IV d'Aragona | Giacomo II d'Aragona   |                               |  |  |       |  |  |                         |  |  |                      |  |
|                        | Alfonso IV d'Aragona | Giacomo II d'Aragona   |                               |  |  |       |  |  |                         |  |  |                      |  |
|                        | Alfonso IV d'Aragona | Bianca di Napoli       |                               |  |  |       |  |  |                         |  |  |                      |  |
| Pietro IV d'Aragona    | Alfonso IV d'Aragona |                        |                               |  |  |       |  |  |                         |  |  |                      |  |
|                        |                      | Teresa di Entenza      | Gombaldo di Entenza           |  |  |       |  |  |                         |  |  |                      |  |
|                        |                      | Teresa di Entenza      | Gombaldo di Entenza           |  |  |       |  |  |                         |  |  |                      |  |
|                        |                      | Teresa di Entenza      | Costanza di Antillón          |  |  |       |  |  |                         |  |  |                      |  |
| Costanza d'Aragona     |                      | Teresa di Entenza      |                               |  |  |       |  |  |                         |  |  |                      |  |
|                        |                      | Filippo III di Navarra | Luigi d'Évreux                |  |  |       |  |  |                         |  |  |                      |  |
|                        |                      | Filippo III di Navarra | Luigi d'Évreux                |  |  |       |  |  |                         |  |  |                      |  |
|                        |                      | Filippo III di Navarra | Margherita d'Artois           |  |  |       |  |  |                         |  |  |                      |  |
| Maria di Navarra       |                      | Filippo III di Navarra |                               |  |  |       |  |  |                         |  |  |                      |  |
|                        |                      | Giovanna II di Navarra | Luigi X di Francia            |  |  |       |  |  |                         |  |  |                      |  |
|                        |                      | Giovanna II di Navarra | Luigi X di Francia            |  |  |       |  |  |                         |  |  |                      |  |
|                        |                      | Giovanna II di Navarra | Margherita di Borgogna        |  |  |       |  |  |                         |  |  |                      |  |
|                        |                      | Giovanna II di Navarra |                               |  |  |       |  |  |                         |  |  |                      |  |